# Mike Eschmann
Mike Eschmann (* 1967 in Zürich) ist ein Schweizer Filmemacher und Drehbuchautor. 
Mike Eschmann studierte von 1991 bis 1994 an der London International Film School (LIFS), 1995 zog es ihn an das American Film Institute, das er 1997 mit einem Diplom abschloss. 2001 veröffentlichte er dann seinen ersten Film, Kilimanjaro. Mit seinem zweiten Film, Achtung, fertig, Charlie!, feierte er in der Schweiz einen Grosserfolg. Daneben wurde der Film auch in Russland, Deutschland, Grossbritannien und in den Vereinigten Staaten veröffentlicht. Für diesen Film wurde Mike Eschmann im Jahr 2004 für den Schweizer Filmpreis nominiert.

## Filmografie

### Kinofilme
- 2003: Achtung, fertig, Charlie!
- 2007: Breakout
- 2007: Tell
- 2008: Morgen, ihr Luschen! Der Ausbilder-Schmidt-Film

### Fernsehfilme
- 2001: Kilimanjaro: How to Spell Love
- 2003: Millionenschwer verliebt
- 2008: Eine bärenstarke Liebe
- 2008: Hundeleben